# Rövidlátás
A rövidlátás, másként miópia vagy myopia (myops: hunyorgó, pislogó görögül) egy látászavar, amiben a távoli tárgyak képe elmosódottan látszik. A szem fénytörő képessége az egészségesnél nagyobb, mert a szemgolyó túl hosszú, vagy a szemlencse és a szaruhártya az egészségesnél domborúbb. Az emberek 10 százaléka rövidlátó.
Kezdete és oka szerint különféle típusai lehetnek. A felnőttkori rövidlátás hátterében különféle betegségek állhatnak, így cukorbetegség, keratoconus, ideghártya leválás, szürkehályog, a sugártest tónusfokozódása (akkomodációs görcs).
A rövidlátás korrigálható kontaktlencsével, vagy szemüveggel, negatív törőerejű, konkáv lencsével.

## Leírása
Rövidlátáskor az éles kép az ideghártya előtt keletkezik; a fénysugarak az ideghártya előtt találkoznak. Ez azt jelenti, hogy a beeső fény még a sugárizmok ellazulása esetén is túl erősen törik, és az ideghártyán keletkező kép életlen lesz. Ha egy tárgy közeledik a szemhez, a róla alkotott kép közeledik az ideghártyához, így egyre élesebbé válik.
A rövidlátás a távollátás geometriai-optikai ellentéte. Ezt a két látáshibát tengelyes leképezési hibának nevezzük. Mindkettő kisebb fénytörési hibának számít.
A rövidlátás önmagában véve nem szembetegség. A tudomány jelenlegi állása szerint genetikai okai vannak, amire ráerősíthet a környezet, például a gyerekek sokat olvastatásával. Betegesnek csak a rosszindulatú rövidlátás (malignus myopia) számít.

## Osztályozása
Az ICD-10-ben a malignus myopia kódja H44.2, az egyszerű rövidlátásé H52.1, a pszeudomyopiáé H52.5 (akkommodációs görcs).
A kutatásban és a szakorvosi gyakorlatban a rövidlátást többféleképpen is osztályozzák.

### Fiziológia-optikai kritériumok
Ivan Borish és Stewart Duke-Elder szerint:
- Axiális rövidlátás: a szemgolyó túl hosszú.[1][6] Ökölszabály: minden milliméter, amivel hosszabb a szemgolyó a kelleténél, három dioptriával növeli a szem törőerejét.[7]
- Törési rövidlátás: a rövidlátás oka a szem fénytörő közegeinek megnövekedett törőereje.[1][6] Borish tovább osztotta ezt a kategóriát:
  - Görbületi rövidlátás: a szem fénytörő közegeinek megnövekedett görbülete miatt. Okozhatja például keratoconus vagy lenticonus. A Cohen-szindrómában mind a lencse, mind a szaruhártya görbülete megnő.
  - Lencsemiópia: a szem fénytörő közegeit felépítő anyagok megnövekedett törésmutatója miatt. Többnyire a lencsében fordul elő.[1][6]

### Mértéke
A rövidlátás nagyságát dioptriában mérik. Ez annak a lencsének a törőereje, amivel a rövidlátás korrigálható. Ekkor a távoli tárgyak képe is az ideghártyára vetül. Ez a mérőszám mindig negatív.
Mértéke szerint a rövidlátás lehet:
- enyhe, legfeljebb −3,00 dpt[6]
- közepes, −3,00 és −6,00 dpt között[6]
- erős, −6,00 dpt vagy több.[6] A rövidlátók 18%-ában alakul ki nagyfokú rövidlátás.[8]

Más források más határértékeket adnak meg.

### A keletkezés időpontja
Egy további szempont a rövidlátás osztályozására annak keletkezési időpontja.
- A veleszületett rövidlátás születéstől fogva jelen van, és nem múlik el a gyermekkor alatt
- A gyermek- és fiatalkorban keletkezett rövidlátás huszonöt éves korig alakul ki
- A korai felnőttkorban kialakult rövidlátás húsz és negyvenéves kor között lép fel
- A késő felnőttkorban fellépő rövidlátás negyvenéves kor után jelenik meg.

## Típusai
A rövidlátásnak több típusa is létezik.
- Egyszerű rövidlátás: Az egyébként egészséges szem túl hosszú a szaruhártya és a szemlencse törőerejéhez képest, vagy fordítva: a szaruhártya és a lencse törőereje túl nagy a szemgolyó hosszához képest. Ez utóbbi a ritkább.[9] Az egyszerű rövidlátás a rövidlátás leggyakoribb típusa. A statisztikai adatok alapján feltételezik, hogy örökletes és környezeti tényezők egyaránt hozzájárulnak kialakulásához. A rövidlátás nem beteges, jól korrigálható fiziológiai formája.[9] Többnyire gyenge vagy közepes erősségű, és gyermek- vagy fiatalkorban kezdődik.
- Malignus myopia: A szemgolyó hátsó részének sorvadása jellemzi. Az érhártya elvékonyodik, az ideghártya külső rétege pusztul. Az üvegtest elfolyósodik, fehérjeszálak csapódnak ki belőle, amelyek úszkáló homályokként jelennek meg. Ha a sárgafolt is érintett, akkor az éleslátás helye elvész, a beteg képtelenné válik a síkírás olvasására, csak a viszonylag ép perifériás látását használhatja. Az ideghártyán szakadások keletkezhetnek, és az ideghártya akár le is válhat.[10] Ez akár vakságot is okozhat. Ez a betegség a látássérülések egyik fő oka.[11] Nagyfokú rövidlátás jellemzi, ami nem korrigálható jól.[6] Gyermek- vagy fiatalkorban kezdődik, és negyven-ötvenéves korig vagy akár az élet végéig is rosszabbodik.
- Alkalmazkodási görcs: a sugárizmok görcse, ami pszeudomiópiát okoz, mert a sugárizmok távolra nézéskor sem tudnak elernyedni. Az alany ezt rövidlátásként érzékeli. Funkcionális rövidlátásnak is nevezik.[12] Kancsalsághoz is vezethet. Az érintettek többnyire azok, akik sokat néznek közelre, sokat tanulnak, olvasnak, illetve sokat dolgoznak számítógéppel.[9] Másként kell kezelni, mint a fiziológiai rövidlátást, és kifejezetten tilos lencsével korrigálni.[9] A differenciáldiagnózis a sugárizmok ideiglenes bénításával történik.[9]
- Szürkületi rövidlátás: kis kontrasztok esetén fellépő rövidlátás szürkületkor, este vagy ködös időben. Ha az ideghártyára vetülő kép nem elég kontrasztos ahhoz, hogy elég információt szolgáltasson a fókuszáláshoz, akkor az idegrendszer a fókuszt fél-két méter távolságra állítja be.[9][13] Egyes szerzők szerint ennek egy képalkotási hiba az oka, aminek megjelenését a tágra nyílt pupilla teszi lehetővé, de ezt a feltevést nem sikerült bizonyítani mesterségesen kitágított pupillákkal.[13][14]
- Lencsemiópia: a szem fénytörő közegeinek megváltozott törésmutatója miatt jön létre.[6] Többek között szürke hályog okozhatja.[15]
- Az indukált rövidlátás oka lehet egyes gyógyszerek bevétele, megnövekedett vércukorszint, szürke hályog, szemműtét vagy más hasonló körülmények.[9] A retinaleválás gyógyítására szolgáló cérnák a szem tengelyének meghosszabbodásához vezethetnek.[16] Enyhe, vagy közepes mértékű.
- A formadeprivációs rövidlátás akkor jön létre, ha a szem alkalmazkodik a nem természetes, korlátozott látótávolsághoz, vagy a normális látás lehetetlenné válik a rossz megvilágítás,[17] mesterséges lencse,[18] vagy féligáteresztő szemtakaró[19][20] miatt. Ez a szemgolyó meghosszabbodását okozza. Azoknál a gerinceseknél, amelyek életük végéig nőnek, ez a fajta rövidlátás gyorsan megjavulhat.[20] Kutatási céllal sok különféle állaton idéztek elő így rövidlátást, hogy tanulmányozzák a rövidlátás mechanizmusát.[20] Ember esetén veleszületett hályog okozhatja ezt a fajta rövidlátást.[21]
- Az átmeneti rövidlátás azokat a hatásokat jelenti, amelyek ideiglenesen rövidlátóvá teszik az alanyt. Az ICD-9-CM ezeket transient refractive change (ICD-9-CM 367.81) néven foglalja össze. Ide tartozik például az, amikor a kismamák látása terhesség és szoptatás alatt legfeljebb –1 dioptriával romlik. Ez az elváltozás néhány héttel az elválasztás után visszaáll.[22][23]
- A térmiópia üres látótér esetén, nagy magasságban jelentkezik. A sugárizom alkalmazkodási nyugalomban van; az aktív beidegződés fennáll. A nyugalmi tónus és az izomrostok mechanikai hatása megmarad. Többnyire pilóták tapasztalják.

## Elterjedtsége
Számos tanulmány jelent meg a rövidlátás gyakoriságáról, azonban mivel különböző módszerekkel készültek, nem lehet összehasonlítani az eredményeket. Még a vizsgált csoport kiválasztása is erősen befolyásolja az eredményt. Egyetemisták között gyakoribb, mint katonák között, iskolás gyerekek között elterjedtebb, mint az iskolás kornál fiatalabb gyerekek között. Abban sincs egységes állásfoglalás, hogy mekkora mértékű rövidlátást tekintenek még akkorának, amekkorát a szem alkalmazkodása még kiegyenlíthet; ez a különböző tanulmányokban −0,25, −0,50, −0,75 vagy −1,00 dpt lehet. A rövidlátás mérését időnyerés céljából sokszor a sugárizom bénítása nélkül végezték; ez további pontatlansághoz vezetett az alkalmazkodási görcs miatt. Ezért sokszor felülbecsülték a rövidlátók számát.
Viszonylag kevesen adták meg a vizsgált optikai paraméterek eloszlását publikációjukban. Bár a statisztikák szerint az eloszlás egy kicsit ferde és lapult, általában normális eloszlással közelítik.
A WHO vizsgálatában (RESC: Refractive Error Study in Children) standardizált eljárással kutatták a fénytörési hibákat 5 és 15 év közötti gyerekeken, hogy összehasonlíthassák a különböző népeknél mért eredményeket. Számos tanulmány jelent meg ezekkel az adatokkal, de ezekből kimaradtak a hagyományosan fejlettnek számító országok. A fejlődő országokban, mint például Nepálban az optikai értékek viszonylag állandónak bizonyultak, míg a kiugróan gyorsan fejlődő országokban, például Kínában és Indiában a statisztikai középérték a rövidlátás irányába mozdul el, és a szórás nagyon gyorsan nő.

## Napi ingadozása
Ahogy más testrészek a szem sem abszolút merev, hanem a szervezet önszabályozásához, a homeosztázishoz igazodik. Egy 1988-as német tanulmány szerint a reggeli és az esti törőerő között akár 0,25 dpt különbség is lehet. A szerzők akkoriban ezt nem tudták megmagyarázni. 1993-ban állatkísérletekkel vizsgálták a kérdést. A csibék szeme napközben megnyúlt, éjszaka összehúzódott. Nyulakon és majmokon is sikerült hasonló ritmust kimutatni.
Ahogy az állatoknál, úgy az embereken is napszakoktól függően változik a szem hossza. A legtöbb vizsgált személynél a rövidlátás dél körül a legerősebb. A szemgolyó hosszának ingadozása 0,015–0,04 mm és 0,020–0,092 mm volt. Ez a törőérték 0,05–0,32 dioptriás megváltozásának felel meg, és egybevág a régebbi német tanulmány adataival.
Ellenben a szemlencse és a szaruhártya optikai tulajdonságai állandónak tekinthetők.

## Vizuális megterhelés
Lancaster és Williams már 1914-ben megfigyelte, hogy közvetlenül a közelre nézést igénylő munka után a vizsgált személyek távolpontja akár −1,3 dioptriával is eltolódhat. Ez a munka után negyed óráig állt fenn. Az 1980-as évektől végzett vizsgálatok szerint a kísérleti elrendezéstől függően ez az eltolódás többnyire −0,12 és −0,93 dpt közötti. Ez a jelenség rövidlátóknál tovább tart, mint egyébként.
Az angol nyelvű szakirodalomban különféle nevei vannak, például „accommodative lag”, „accommodative hysteresis of refractive errors”, „visual fatigue”, „transient myopia” és „nearwork-induced transient myopia” (NITM).
Egyes szerzők összefüggést gyanítottak a jelenség és az állandó rövidlátás kialakulása között. A CLEERE hosszú távú tanulmány (1995–2003) keretében hat és tizenöt év közötti gyerekek látáshibáját és átmeneti rövidlátását vizsgálták. Eszerint az átmeneti rövidlátás kifejezetten a rövidlátás kialakulása után jelent meg, ezért feltehető, hogy nem oka, hanem következménye a rövidlátásnak. Azoknál, akiknél a rövidlátást korrigálták, a rövidlátás erősödésével együtt lassult a hatás lecsengése. Maga a rövidlátás is jobban romlott, mint azoknál, akiknek nem korrigálták a látáshibát. Ezekből az adatokból azonban még nem lehet tudni, hogy az erősebb látásromlás oka vagy következménye a látásjavító eszköz használatának.

## Genetikája
A látászavarokat okozó mechanizmusokról számos átfogó tanulmány jelent meg; ennek ellenére keveset tudunk a genetikai mechanizmusok és a látászavar alakulása közötti kölcsönhatásról. Az eddigi kutatások csak egyes családokkal vagy kis, elszigetelt népességekkel foglalkoztak, és ellentmondásos eredményekre jutottak. Más népességek vizsgálata csak az extrém fokú rövidlátásra adott magyarázatot.
A következő génekről sejtik, hogy közreműködnek a rövidlátás kialakulásában:
| Gén             | Lokusz   | Megjelenés ideje  | Felelős              | OMIM referencia |
| --------------- | -------- | ----------------- | -------------------- | --------------- |
| MYOPIA1; MYP1   | Xq28     | 1,5–5 év          | −6,76 – −11,25 dpt   | 310460          |
| MYOPIA2; MYP2   | 18p      | 7 év (∅)          | −6 – −21 dpt         | 160700          |
| MYOPIA3; MYP3   | 12q      | 6 év (∅)          | −6 – −15 dpt         | 603221          |
| MYOPIA4; MYP4   | 7q       |                   | −13 dpt (∅)          | 608367          |
| MYOPIA5; MYP5   | 17q      | 9 év (∅)          | −5 – −50 dpt         | 608474          |
| MYOPIA6; MYP6   | 22q12    |                   | −1 dpt vagy kevesebb | 608908          |
| MYOPIA7; MYP7   | 11p13    |                   | −12 – +7 dpt         | 609256          |
| MYOPIA8; MYP8   | 3q26     |                   | −12 – +7 dpt         | 609257          |
| MYOPIA9; MYP9   | 4q12     |                   | −12 – +7 dpt         | 609258          |
| MYOPIA10; MYP10 | 8p23     |                   | −12 – +7 dpt         | 609259          |
| MYOPIA11; MYP11 | 4q22-q27 | iskoláskor előtt  | −5 – −20 dpt         | 609994          |
| MYOPIA12; MYP12 | 2q37.1   | 12 éves kor előtt | −7 – −27 dpt         | 609995          |
| MYOPIA13; MYP13 | Xq23-q25 | iskoláskor előtt  | −6 – −20 dpt         | 300613          |
| MYOPIA14; MYP14 | 1p36     |                   | −3,46 dpt (∅)        | 610320          |
| TGIF-β          | 19q13.1  |                   | növekedési tényező   | 602630          |
| PAX6            | 11p13    |                   | a szem fejlődése     | 607108          |

## Kockázatai
Már az enyhe, −1,00 és −3,00 dpt közötti rövidlátás esetén is többszörösére nő a retinaleválás kockázata, ami akár vakságot is okozhat. −3,00 dioptriánál nagyobb rövidlátás esetén a jól látó szemhez képest tízszeres a kockázat. A nyitott zugú zöldhályog kockázata is gyorsan nő a rövidlátás növekedésével együtt. Az ilyen zöldhályogban szenvedő betegek 14%-a erősen rövidlátó, és 3% a nyitott zugú zöldhályog megjelenésének esélye a −8 dioptriánál erősebb rövidlátók körében. Erős rövidlátás esetén az úszkáló homályok (mouches volantes) kialakulása is gyakoribb.
A lézeres szemműtét csökkenti a szaruhártya törőerejét, de nem oldja meg a túl hosszú szemgolyó problémáját. A szemgolyó meghosszabbodó kockázatok ezért a műtét után is megmaradnak.

## Rövidlátás és időskori távollátás
A fiatal korban kialakult rövidlátást nem kiegyenlíti, hanem kiegészíti az időskori távollátás. Nem a megnyúlt szemgolyó megy össze, hanem a lencse anyaga keményedik meg. Ennek következtében a sugárizmok nem tudják többé úgy formálni a lencsét, hogy közelre is élesen lásson; az alkalmazkodás csökken. Ez azt jelenti, hogy két szemüvegre van szükség: az egyik közelre, a másik távolra. Egy másik lehetséges megoldás a bifokális szemüveg.
A rövidlátás közelebb hozza a közel- és a távolpontot. Ez ahhoz is vezethet, hogy az időskori távollátók jobban látnak közelre korrekció nélkül, mint ha nem lennének rövidlátók is. Optimális esetben nincs is szükség korrekcióra a közeli tartományban. Ez akkor teljesül, ha a közel- és a távollátás ugyanolyan erősségű, azonban ez nem törvényszerű. Az azonban gyakoribb, hogy egy −3,00 dioptriás rövidlátó kifejlett időskori távollátással nem szorul korrekcióra a 35–45 centiméteres távolságban.

## Felismerése
A rövidlátás felismerését és mérését a fénytörés objektív meghatározásával és az ez alapján végzett szubjektív próbasorozattal végzik.
A fénytörés meghatározására több módszert is alkalmaznak. A legtöbb módszer esetén fényjelet vetítenek a szembe, és annak útját mérve, viselkedését vizsgálva határozzák meg a fénytörést.
- Skiaszkópia (árnyékpróba): a távolpont mérésén alapul.
- Automatikus refraktometria: a jelet fotodiódákkal állítják élesre. Érzékeny az alkalmazkodásra és a pontos fixálásra.
- Keratometria: a szaruhártya középpontjában méri annak törőerejét. Alkalmas továbbá az asztigmia mérésére is.
- Corneatopográfia: topográfiás módszer
- Ultrahang vizsgálat: a pontos anatómiai viszonyok felmérésére alkalmas.

A próbasorozatban a vizsgált személy egyre erősebb negatív görbületű lencsékkel korrigálva olvassa a táblára írt betűket, vagy ismeri fel a táblán levő jeleket. A vizsgálat alatt a sugárizmok összehúzódása miatt ideiglenesen megnőhet a szemlencse törőereje, aminek következtében felülbecsülik a rövidlátás erősségét. Ez megakadályozható a sugárizmok ideiglenes bénításával. A korrekcióhoz azt a legkisebb görbületű konkáv lencsét használják, amivel az alany már az összes betűt vagy jelet felismeri; ez megfelel a teljes látásélességnek. A zöld-vörös teszt jelzi a maradék fénytörési hibát.
Szemműtétek előtt Hartmann-Shack aberrométert is használnak a szem pontos optikai arányainak mérésére, ami többek között a rövidlátástis méri.

## Kezelése és korrekciója

A homorú lencse korrigáló hatása

A rövidlátás egyes fajtáira oki kezelés van. A szürkehályog okozta rövidlátás műtéttel megszüntethető, vagy a magas glükózszint által okozott rövidlátás a vércukorszint ellenőrzésével megoldható. Az alkalmazkodási görcs a sugárizmokat bénító gyógyszerek kis adagjaival kezelhető.
A rövidlátás leggyakoribb fajtájára nincs gyógymód. A látáshibát negatív görbületű, konkáv lencséjű szemüveggel, vagy kontaktlencsével korrigálják. A szem törőerejét lézeres műtéttel is csökkenteni lehet a szaruhártya lelapításával.
Vannak kísérletek arra, hogy a rövidlátást és a többi látáshibát szemtornával számolják fel, de az ellenőrzött kísérletek hiánya miatt az orvostudomány elutasítja ezt a módszert.